# 波斯考尔

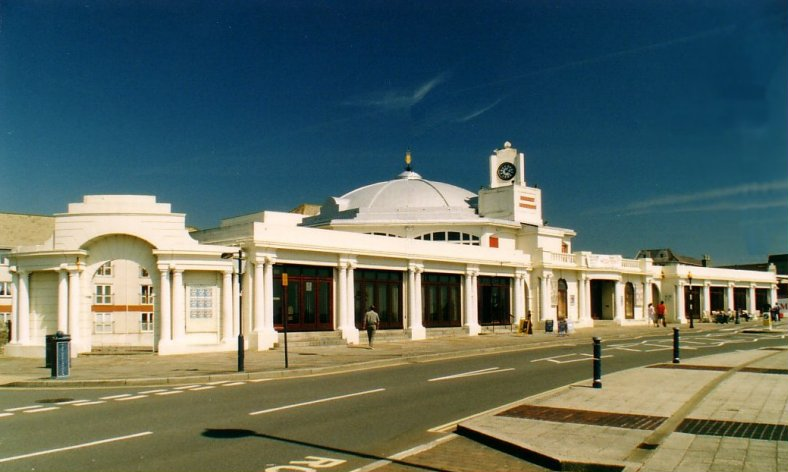
波斯考爾Grand Pavilion

波斯考尔，英國威尔士的一個行政区划，位於加迪夫城西方40公里，斯旺西東南方30.5公里，南威尔士的海岸，望向布里斯托尔湾。

## 历史
於19世紀被發展為港口，但其功能迅即被附近的巴里所取代。